# L'estate prossima
L'estate prossima (L'été prochain) è un film del 1985 diretto da Nadine Trintignant.

## Trama
Jeanne Severin dopo aver dato alla luce il suo sesto figlio decide di lasciare il marito Edouard, che è un buon padre, ma un pessimo marito. Anche la figlia maggiore Dina, ha problemi coniugali. È sposata con lo scrittore Paul, che non riesce a soddisfare le sue personali aspettative, motivo per cui litigano costantemente. La sorella minore di Dina, Sidonie, è una talentuosa concertista che soffre però di paura patologica da palcoscenico prima di ogni esibizione e che decide di sposarsi frettolosamente per una sua frustrazione. Quando Edouard, viene ricoverato in un ospedale per un'emorragia cerebrale, la famiglia finalmente si riunisce, affittando una vicina casa di campagna, dove parlano tra loro e si avvicinano per solidarietà.